# SeaWiFS
SeaWiFS (Abkürzung von Sea-viewing Wide Field-of-view Sensor) war das einzige wissenschaftliche Instrument an Bord des GeoEye-Satelliten Orbview-2 (auch bekannt unter dem Namen SeaStar), einem privaten Satelliten im Orbview-Programm. SeaWiFS war das Nachfolgeexperiment des Coastal Zone Color Scanners an Bord von Nimbus 7. Das Instrument wurde am 1. August 1997 mit einer Pegasus-Rakete in die Erdumlaufbahn gebracht und nahm am 18. September gleichen Jahres den wissenschaftlichen Betrieb auf. Das Projekt SeaWiFS gehörte zum NASA-Programm Earth Observing System. Der Kontakt mit dem Satelliten ging Mitte 2011 verloren.
Die Aufgabe des Instruments bestand darin, große Mengen an Daten über die biooptischen Eigenschaften der Ozeane zu sammeln. Kaum sichtbare Unterschiede in der Farbe der Ozeane weisen auf verschiedene Arten und Konzentrationen von Phytoplankton hin.

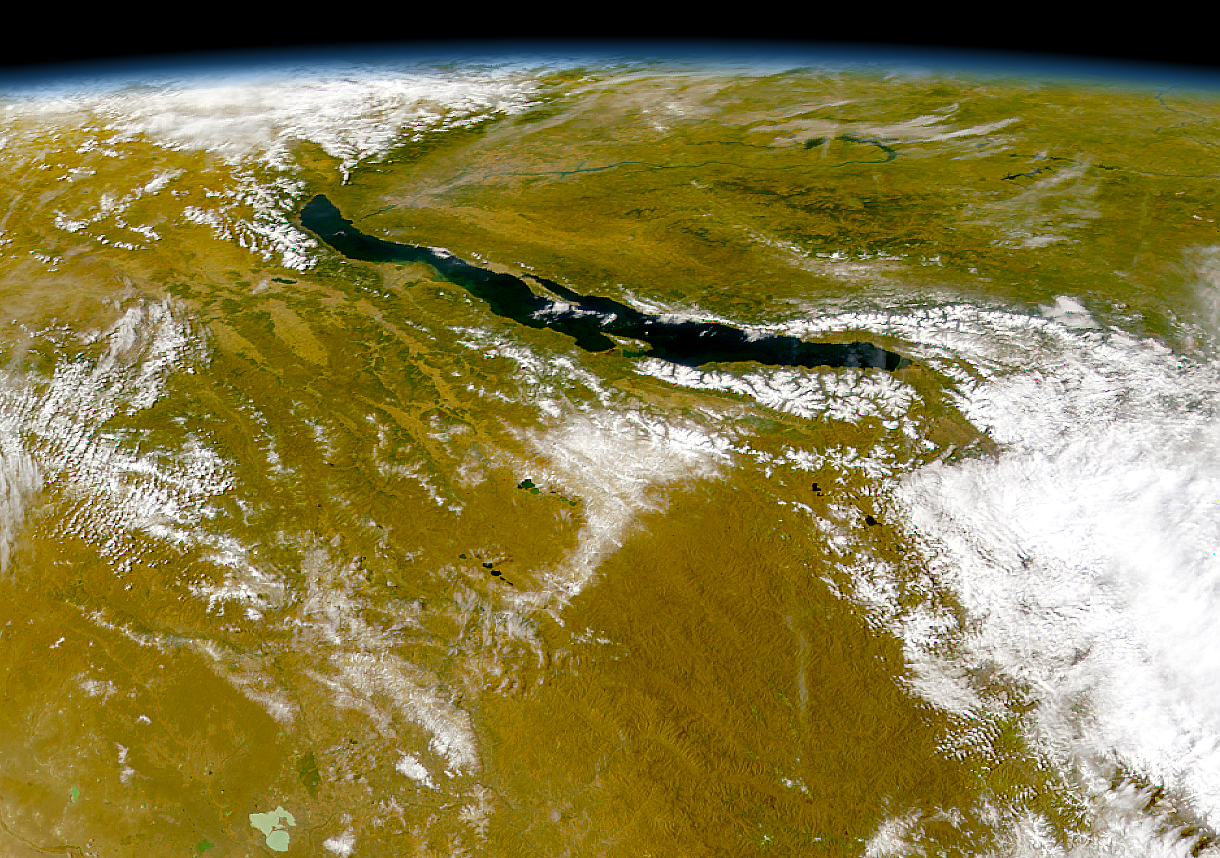
Der Baikalsee, aufgenommen von SeaWiFS

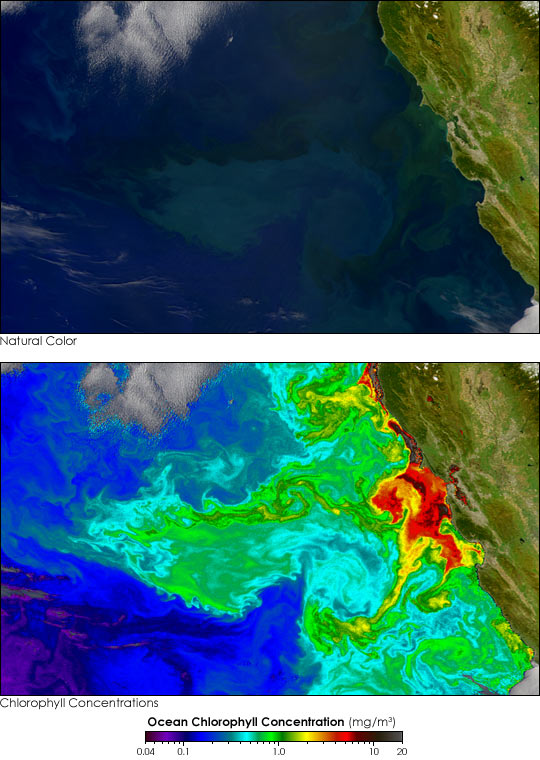
Das untere Falschfarbenbild von SeaWiFS zeigt den Chlorophyll-Gehalt des oberflächennahen Meerwassers vor der kalifornischen Küste.

Der Sensor zeichnete Bilddaten in den folgenden Wellenlängen auf:
| Band | Wellenlänge |
| ---- | ----------- |
| 1    | 402–422 nm  |
| 2    | 433–453 nm  |
| 3    | 480–500 nm  |
| 4    | 500–520 nm  |
| 5    | 545–565 nm  |
| 6    | 660–680 nm  |
| 7    | 745–785 nm  |
| 8    | 845–885 nm  |